# Apnea da un po'
Apnea da un po' è un singolo del cantautore italiano Rkomi, pubblicato il 25 aprile 2025 come secondo estratto dal quarto album in studio Decrescendo.

## Descrizione
Il brano, scritto dallo stesso artista con Nicola Di Fonzo, è prodotto da Roberto Lamanna, in arte Robert Ner. Il titolo del brano è ispirato al singolo del 2017 Apnea, contenuto nell'album Io in terra.

## Promozione
Il 22 aprile 2025, pochi giorni prima dell'uscita del brano, il rapper ha pubblicato attraverso il suo profilo Instagram un'anteprima del singolo.

## Video musicale
Il video musicale è stato pubblicato in concomitanza all'uscita del brano attraverso il canale YouTube del rapper.

## Tracce
Testi di Mirko Manuele Martorana e Nicola Di Fonzo, musiche di Nicola Di Fonzo e Roberto Lamanna.
1. Apnea da un po' – 2:44

## Classifiche
| Classifica (2025) | Posizione massima |
| ----------------- | ----------------- |
| Italia            | 42                |